# Asclepias obovata
Asclepias obovata là một loài thực vật có hoa trong họ La bố ma. Loài này được Elliott mô tả khoa học đầu tiên năm 1817.